# Yasuzo Masumura
Yasuzō Masumura (Kōfu, Yamanashi, 25 de agosto de 1924 - 23 de noviembre de 1986) fue un director de cine y guionista japonés.

## Biografía
Masumura nació en Kofu, Yamanashi. Después de hacer un curso de derecho en la Universidad de Tokio, trabajó como ayudante de dirección en el estudio Daiei Film, después regresó a la universidad para estudiar filosofía, se graduó en 1949. Luego ganó una beca que le permitió estudiar cine en Italia, en el Centro Sperimentale di Cinematografia bajo Michelangelo Antonioni, Federico Fellini y Luchino Visconti Federico.
Masumura regresó a Japón en 1953. A partir de 1955, trabajó como director de segunda unidad en películas dirigidas por Kenji Mizoguchi, Kon Ichikawa y Daisuke Ito, antes de dirigir su primera película titulada, Besos, en 1957. Durante las tres décadas siguientes, dirigió 58 películas en una variedad de géneros.

## Legado
El crítico de cine japonés Shigehiko Hasumi dijo: "El joven e influyente cineasta Shinji Aoyama declaró que Masumura es el cineasta más importante de la historia del cine japonés de posguerra".

## Filmografía
| - Besos (1957) - The Blue Sky Maiden (1957) - Warm Current (1957) - The Precipice (1958) - Gigantes y juguetes (1958) - Futeki na Otoko (1958) - Oyafuko Dori (1958) - Saiko Shukun Fujin (1959) - Hanran (1959) - Bibo ni Tsumi Ari (1959) - Yami o Yokogire (1959) - Jokyo (1960) - Afraid to Die (1960) - The Woman Who Touched the Legs (1960) - A False Student (1960) - Koi ni Inochi o (1960) - A Lustful Man (1961) - A Wife Confesses (1961) - Urusai Imototachi (1961) - Tadare (1962) - The Black Test Car (1962) - Onna no Issho (1962) - Kuro no Hokokusho (1963) - Uso (1963) - Gurentai Junjoha (1963) - Gendai Inchiki Monogatari: Damashiya (1964) - Otto ga Mita 'Onna no Kobako' yori (1964) - Manji (1964) - Super Express (1964) | - The Hoodlum Soldier (1965) - Seisaku's Wife (1965) - Irezumi (1966) - Nakano Spy School (1966) - Red Angel (1966) - Two Wives (1967) - Chijin no Ai (1967) - The Wife of Seishu Hanaoka (1967) - Dai Akuto (1968) - Sekkusu Chekku: Daini no Sei (1968) - Tsumiki no Hako (1968) - Nureta Futari (1968) - Blind Beast (1969) - Senbazuru (1969) - Jotai (1969) - Denki Kurage (1970) - Yakuza Zessho (1970) - Shibire Kurage (1970) - Asobi (1971) - Shin Heitai Yakuza: Kasen (1972) - The Music (1972) - Hanzo the Razor:The Snare (1973) - Akumyo: Nawabari Arashi (1974) - Domyaku Retto (1975) - Lullaby of the Earth (1976) - Sonezaki Shinju (1978) - Eden no Sono (1980) - Konoko no Nanastu no Oiwai ni (1982) |